# Ленглі (авіабаза)
Авіаба́за Ленглі (англ. Langley Air Force Base), також Ленглі Філд (англ. Langley Field) (IATA: LFI, ICAO: KLFI, FAA ідент. місц.: LFI) — чинна військово-повітряна база Повітряних сил США розташована поблизу міст Гемптон та Ньюпорт-Ньюс, у штаті Вірджинія. 1 жовтня 2010 року авіабазу Ленглі об'єднали з Форт Юстіс та утворили об'єднану військову базу Ленглі-Юстіс.

## Зміст
База Повітряних сил США Ленглі заснована 30 грудня 1916 року, напередодні вступу США у Першу світову війну й отримала свою назву на честь С. П. Ленглі, американського астронома та піонера авіації. База є однією з найстаріших у системі Повітряних сил і призначена для виконання завдань щодо швидкого розгортання військової авіації та підтримки панування в повітрі американської авіації.

## Галерея

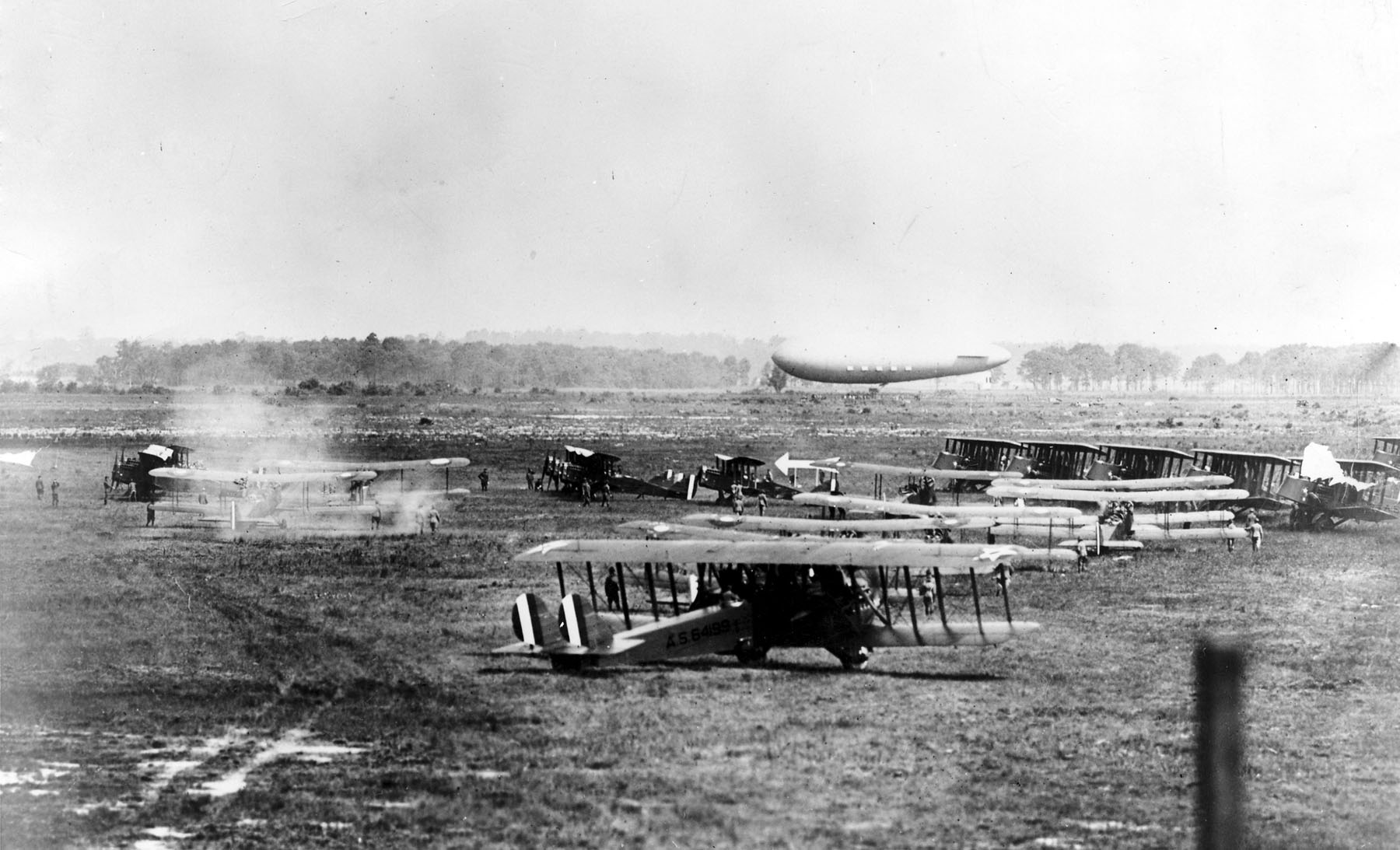
Перші літаки на авіабазі Ленглі Martin MB-2. 11 червня 1921
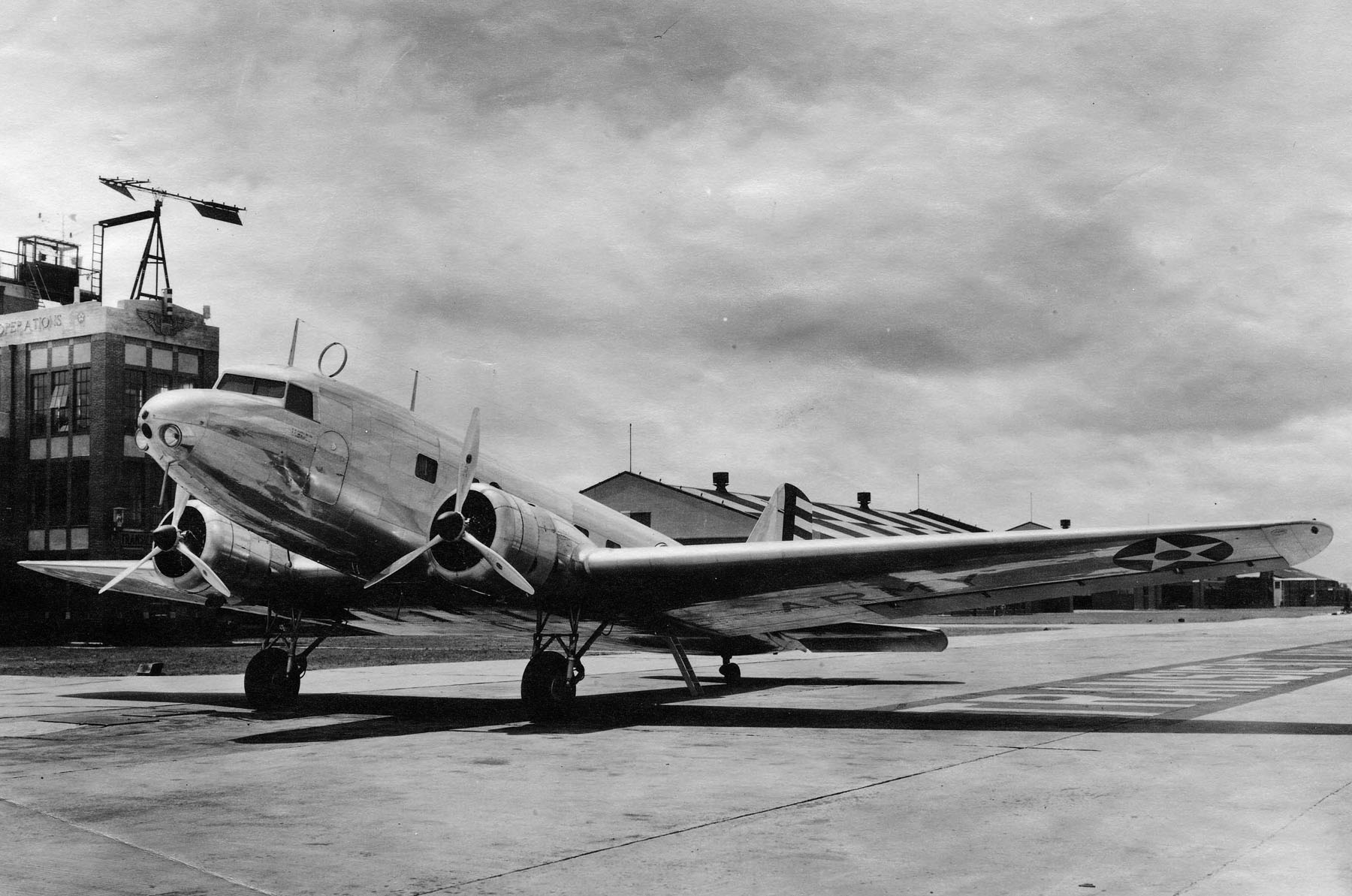
Військово-транспортний літак Douglas DC-2 на злітній смузі аеродрому Ленглі. 1937
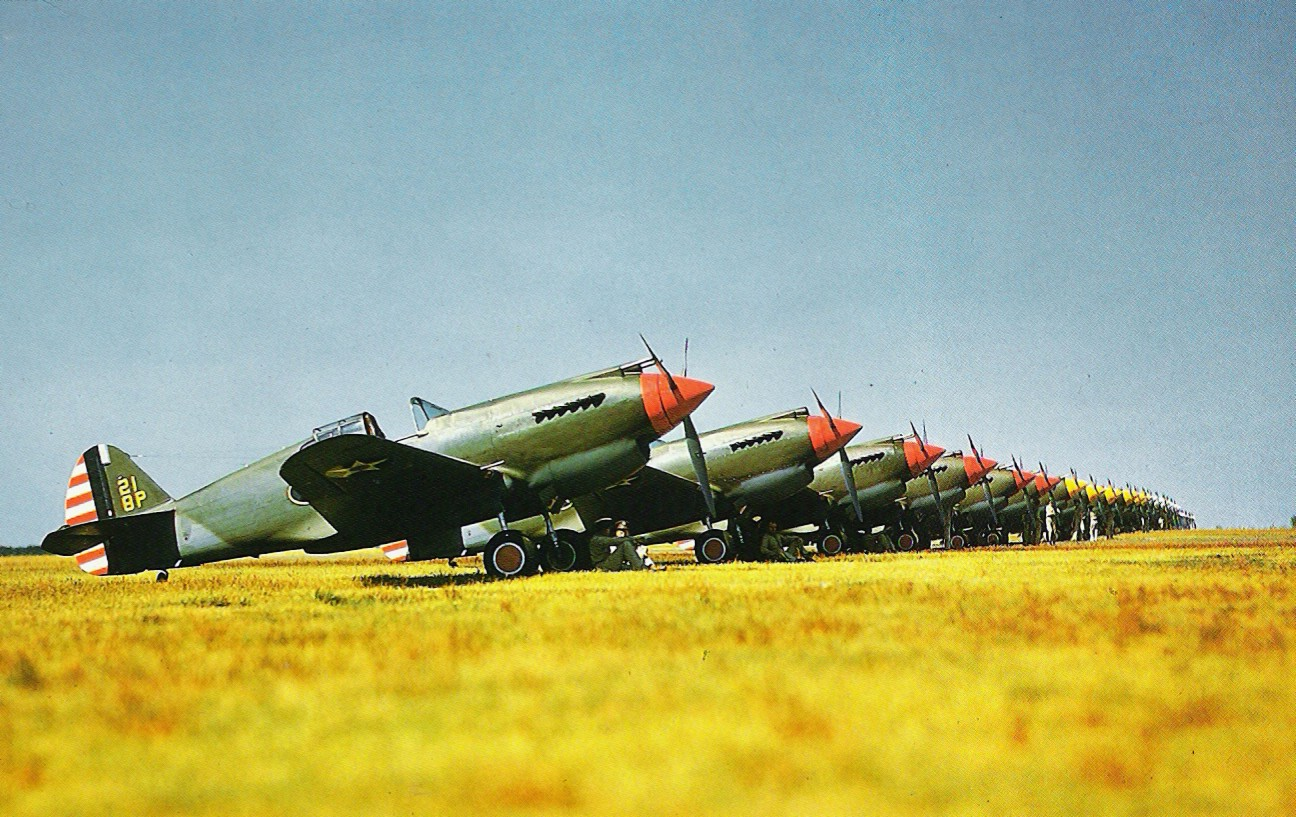
Винищувачі P-40 Warhawk на злітній смузі аеродрому. 1941
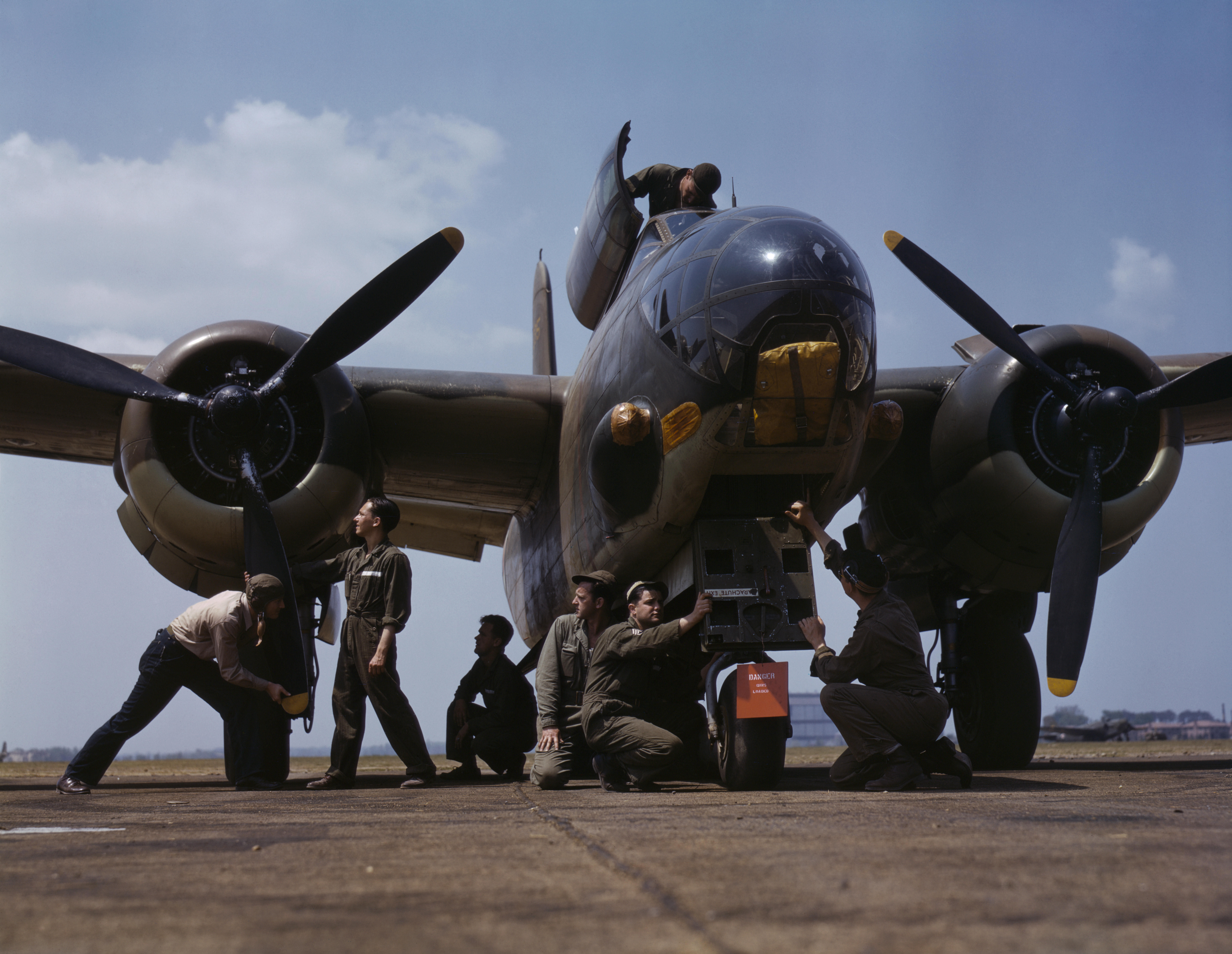
Обслуговування легкого бомбардувальника A-20 «Хевок» на авіабазі. Липень 1942
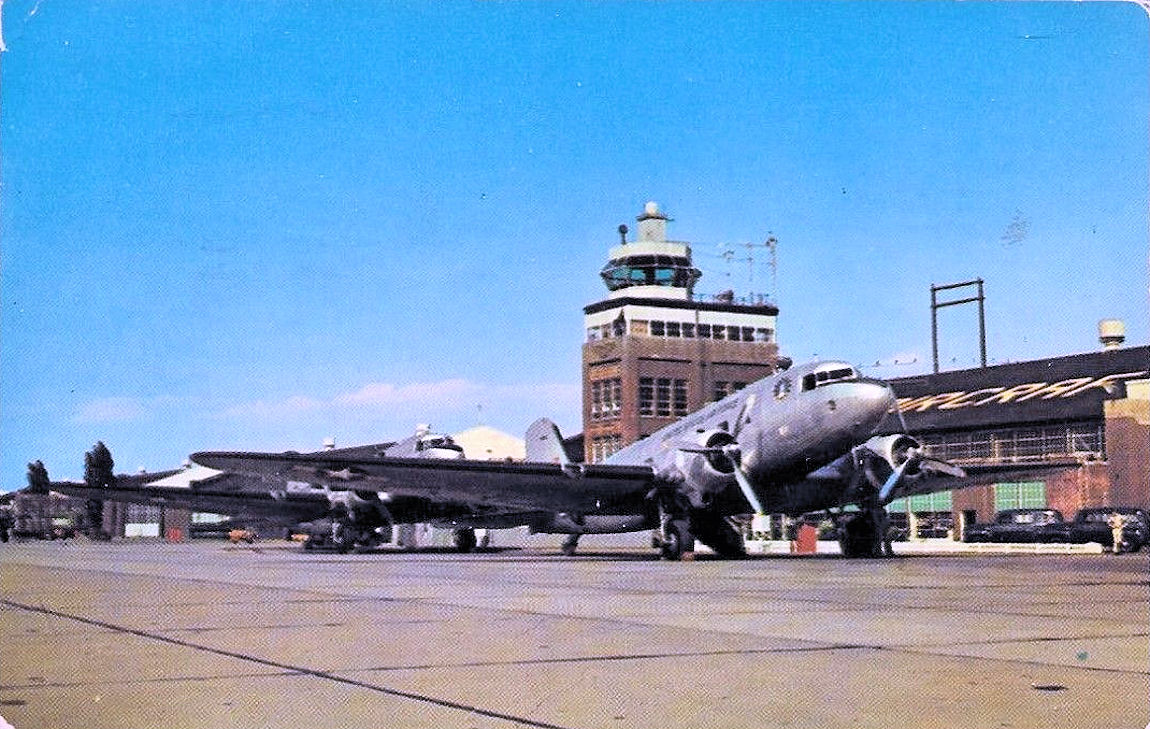
Транспортний літак C-47 «Скайтрейн». 1948
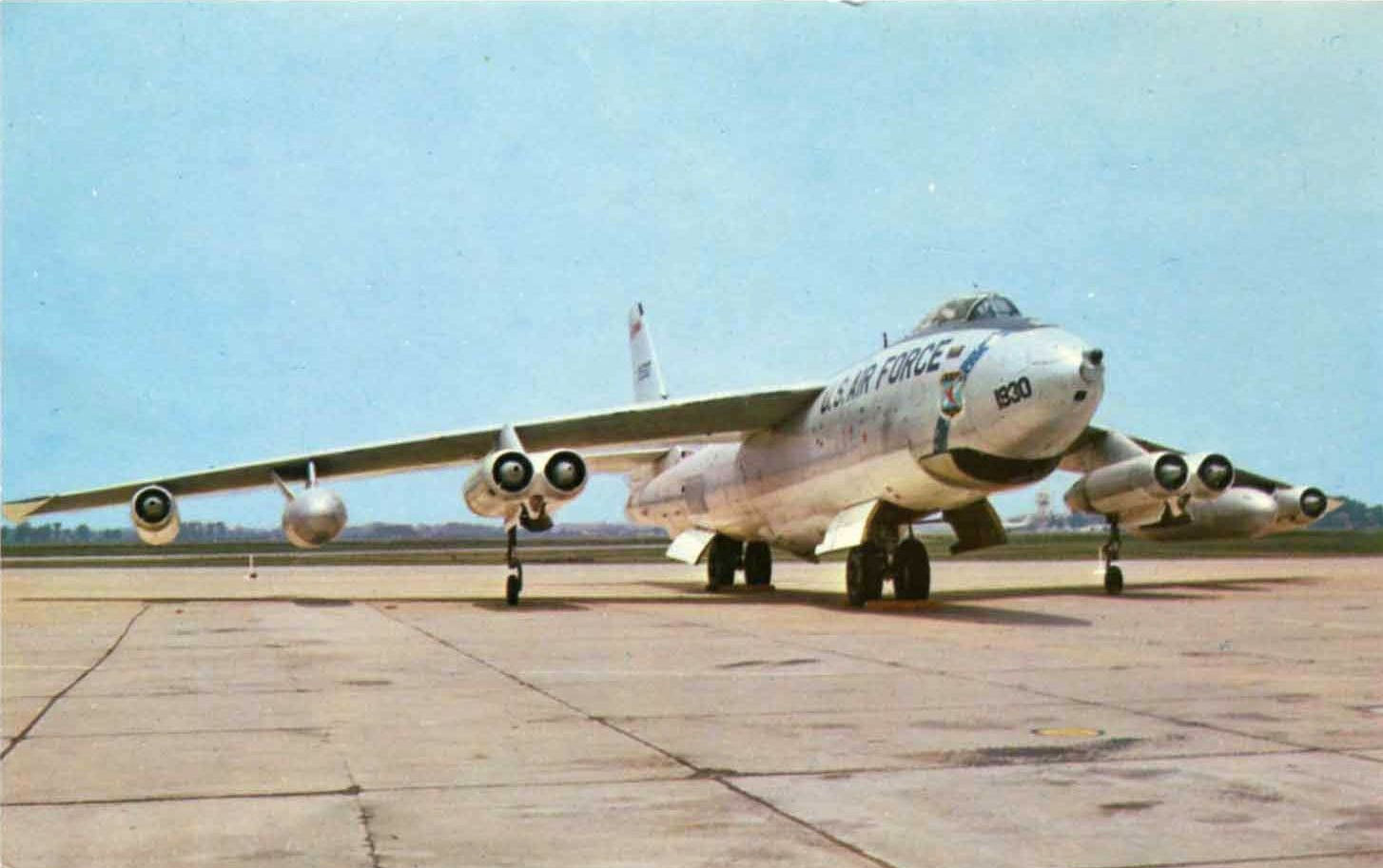
Реактивний стратегічний бомбардувальник B-47 «Стратоджет». 1960
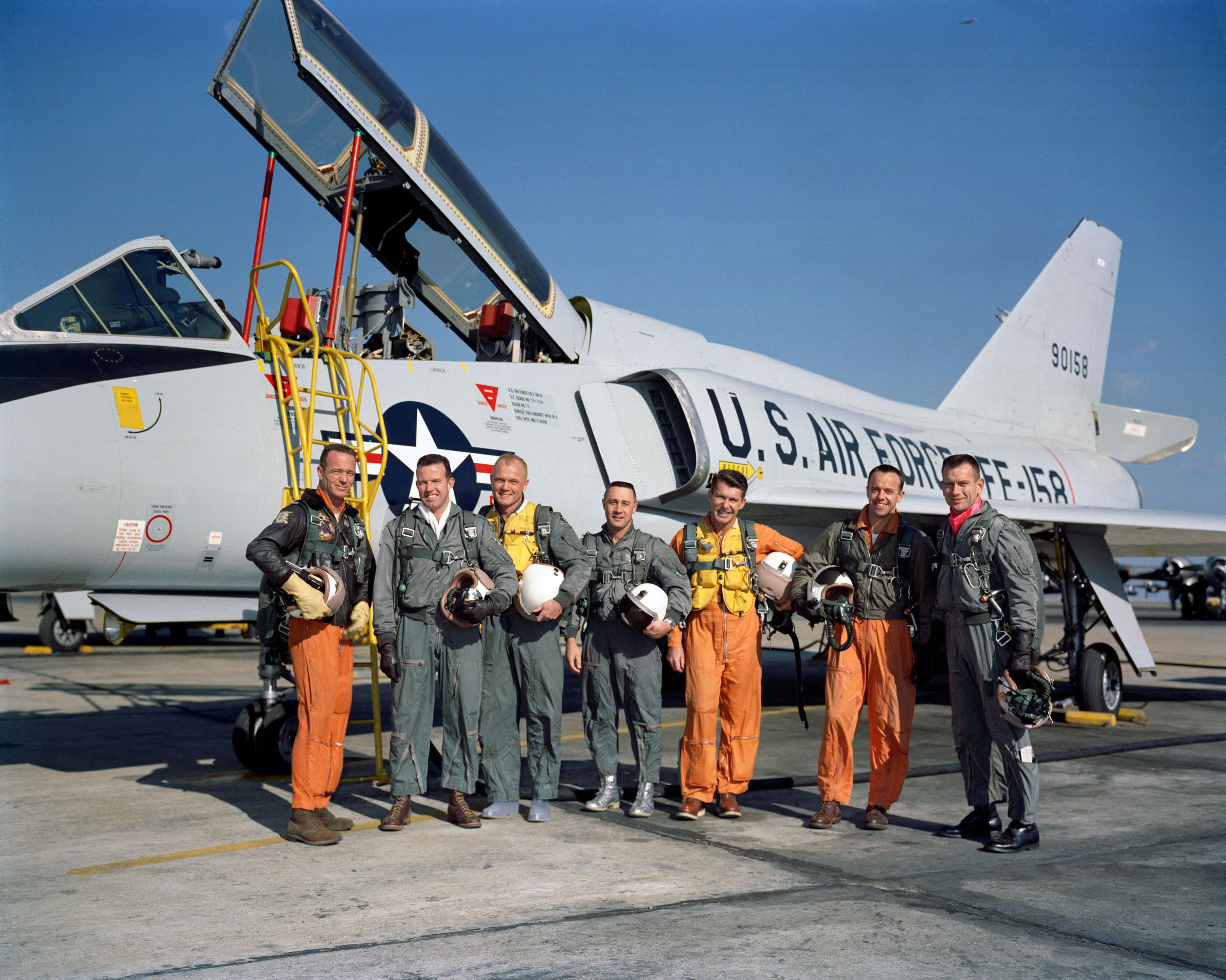
Перший загін астронавтів США «Меркурій Севен» біля винищувача F-106 «Дельта Дарт» перед зльотом. Зліва направо: Скотт Карпентер, Гордон Купер, Джон Гленн, Вірджил Гріссом, Вольтер Шілла, Алан Шепард та Дональд Слейтон. 20 січня 1961
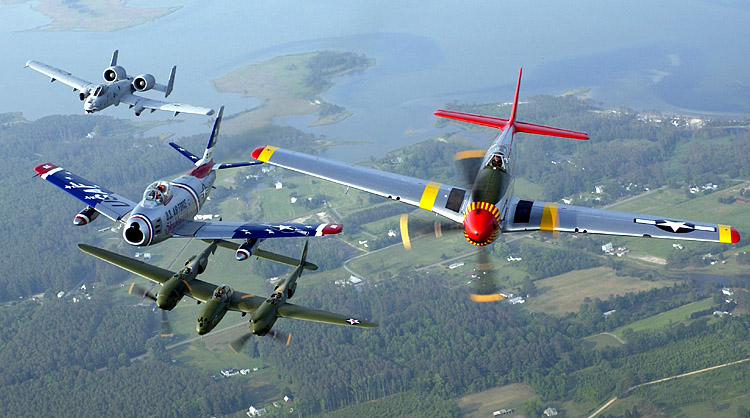
Бойові літаки різних поколінь військової авіації: A-10 Thunderbolt II, F-86 Sabre, P-38 Lightning та P-51 Mustang — здійснюють політ на авіашоу на авіабазу у Ленглі, Вірджинія. 26 травня 2004
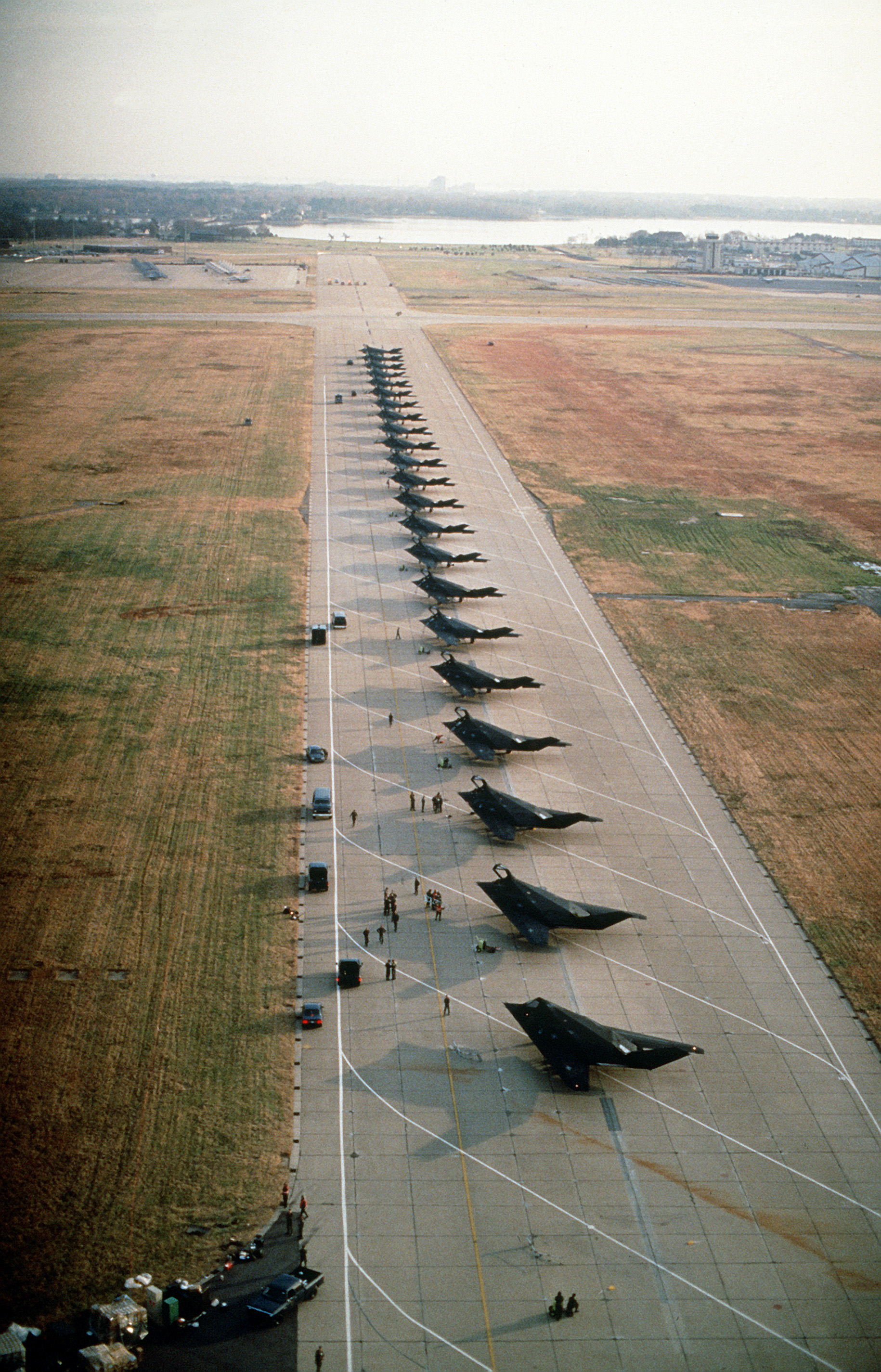
Тактичні малопомітні ударні літаки F-117 «Найт Хок» напередодні операції «Щит пустелі». 1990—1991
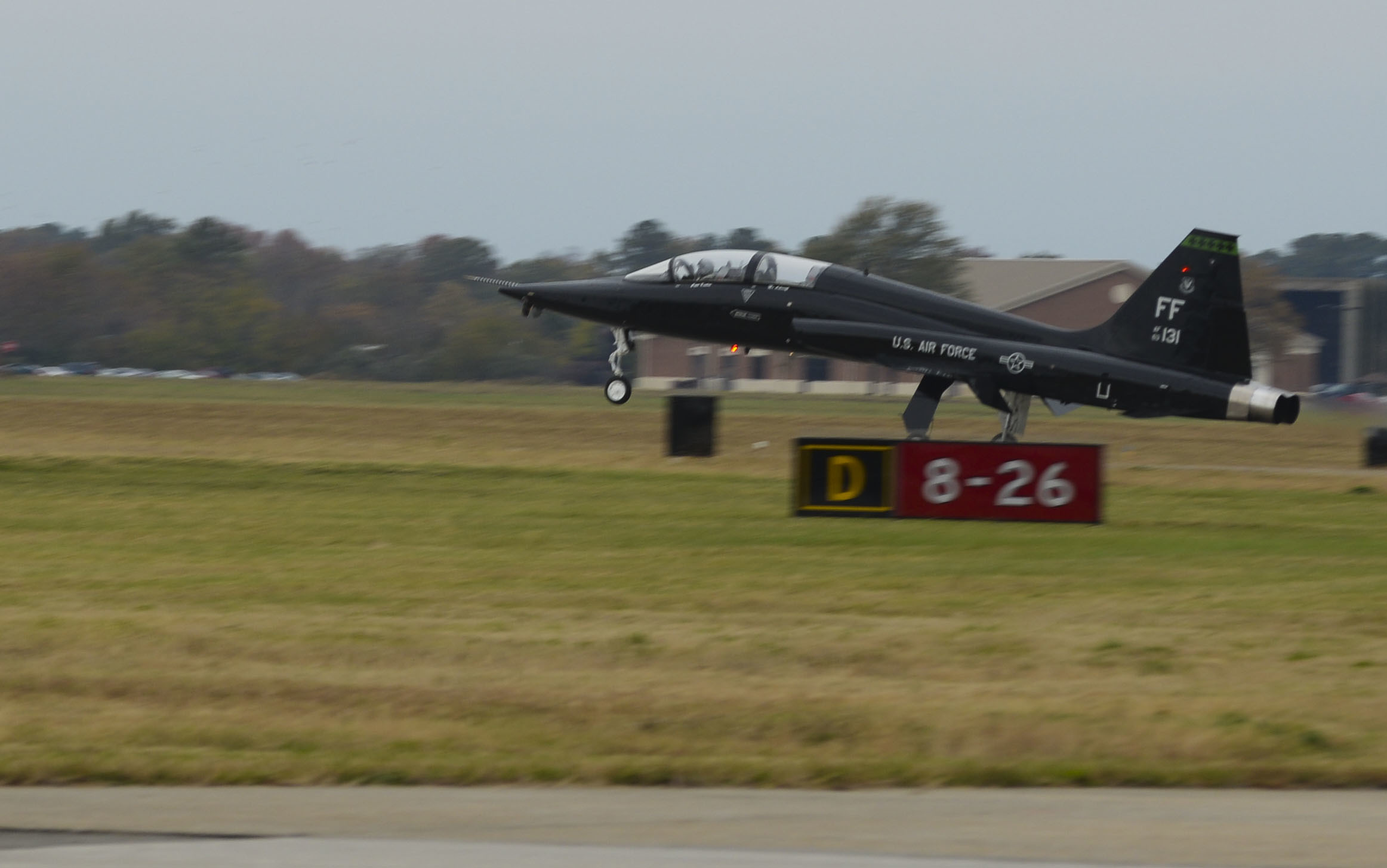
Зліт надзвукового навчального реактивного літака T-38 Talon з авіабази. 17 листопада 2014